# كأس هولندا السياحية 1978
كأس هولندا السياحية 1978 هو سباق دراجات نارية أقيم بتاريخ 24 يونيو 1978 في حلبة أسن تي تي. كان الجولة السادسة من أصل 13 في سباق الجائزة الكبرى للدراجات النارية موسم 1978. فاز الفنزويلي جوني سكوتو بفئة 500 سي سي وجاء بعده كيني روبرتس.

## وصلات خارجية
- الموقع الرسمي